# Wallhack
Een wallhack of wall hack is een cheat of hack voor een computerspel waarbij de hack het mogelijk maakt andere spelers te lokaliseren, ook al staan ze achter een muur (wall in het Engels). Het gebruik van deze hack geeft een oneerlijk voordeel ten opzichte van andere spelers, vandaar dat anti-hacksoftware in games, zoals Punkbuster en Cheat-eye, proberen deze hacks te detecteren en spelers die zich er van bedienen uit te sluiten (bannen).